# Sverre Løken
Sverre Løken (født 27. juli 1960 i Bærum) er en norsk tidligere roer.
Løken vandt bronze i toer uden styrmand ved OL 1984 i Los Angeles. Hans makker i båden var Hans Magnus Grepperud. De to nordmænd vandt deres indledende heat samt deres semifinale, og i finalen sikrede de sig bronzen,  idet de blev besejret af rumænerne Petru Iosub og Valer Toma, der vandt guld, og spanierne Fernando Climent og Luis María Lasúrtegui, der tog sølvmedaljerne.
Løken og Grepperud vandt desuden en VM-guldmedalje i toer uden styrmand ved VM 1982 i Luzern, Schweiz.

## OL-medaljer
- 1984:  Bronze i toer uden styrmand